# 贵阳南天主堂
贵阳南天主堂是天主教贵阳总教区的一座重要教堂，位于中国贵州省贵阳市南明区兴隆街6号(近新华路)，临街而建。
1861年和1862年，贵州接连发生青岩教案和开州教案。在青岩教案中，贵州提督田兴恕下令处死共四名中国修士、守门人和厨娘；在开州教案中，田兴恕下令处死法籍文乃尔神父及4名中国信徒。事后，田兴恕被清廷革职并发配新疆，其六洞桥住宅作为赔偿，改建为贵阳南天主堂。